# BOUML
BOUML est un  logiciel de création de diagrammes UML. Programmé en C++ et Qt. Auparavant distribué gratuitement sous licence GPL, puis commercialisé pour les versions 5.0 à 6.12, il est de nouveau distribué gratuitement depuis la version 7.0 (mais pas intégralement sous licence GPL). Il est multilingue, supporte la génération de code et la rétro-ingénierie.

## Caractéristiques
- Permet de dessiner des diagrammes suivant la norme UML 2.0.
- Est capable d'effectuer de la rétro-ingénierie.
- Est multiplateforme.
- Peut être utilisé en français (depuis la version 4.15.1).

En 2007, des analyses de l'outil pointent quelques défaillances, corrigées depuis et concernant en fait l'export XMI et non le « reverse ».
En 2010, il est le seul outil libre supportant à la fois UML 2.0, les diagrammes d'activité et l'exportation au format XMI.
BOUML est mentionné en publications scientifiques,,,.

## Génération de code et rétro-ingénierie
L'ergonomie et la richesse graphique de BOUML sont parfois limitées, tout au moins en comparaison de modeleurs UML plus conventionnels comme StarUML ou ArgoUML. Par contre, il est jugé extrêmement efficace — et surpasse dans ce domaine la plupart des autres gratuiciels UML — pour la « rétro-modélisation » (créer un modèle UML à partir de codes sources) et pour le développement roundtrip (faire des aller-retour entre modèle UML et code source),,.
BOUML permet ainsi de générer automatiquement du code à partir des diagrammes de classes UML, ainsi que de reconstruire ces derniers à partir de sources existantes, pour les langages C++, Java, PHP et MYSQL. Pour les langages Python et IDL, il peut générer du code mais ne permet pas la rétro-conception UML.

## Changements de licence
En septembre 2010, Bruno Pagès, auteur du logiciel, annonce qu'il arrête définitivement de développer BOUML à la suite d'un conflit sur Wikipédia,[source insuffisante]. Une version « ultimate » est néanmoins mise en ligne en novembre 2010, suivie par des patchs correctifs en 2011.
À la suite de la sortie des patchs correctifs, l'auteur décide de porter le projet en Qt version 4 et de changer la licence.
Le logiciel est disponible en version payante en février 2012. Un logiciel de visualisation gratuit est disponible.
Fin mai 2017 le logiciel redevient gratuit avec la version 7.0, mais ses sources ne sont pas accessibles comme elles l'étaient avant la version 5.0